# Biennale Plakatu Polskiego
Biennale Plakatu Polskiego – ogólnopolski konkurs prezentujący twórczość artystów uprawiających sztukę plakatu. Cykliczna impreza artystyczna w formule biennale została powołana do życia z inicjatywy Tadeusza Grabowskiego i polskich artystów grafików w 1965 roku.

## Charakterystyka
Biennale Plakatu Polskiego w Katowicach jest najstarszym konkursem w dziedzinie sztuki plakatowej, najważniejszym spotkaniem artystów uprawiających sztukę plakatu. Zaistniało w 1965 roku, o rok wyprzedziło Międzynarodowe Biennale Plakatu w Warszawie i inne międzynarodowe konfrontacje plakatu na świecie. Ranga wystawy spowodowała, że Galeria Sztuki Współczesnej BWA w Katowicach stała się znaczącą instytucją kulturotwórczą. Pokłosiem każdego konkursu jest wystawa, na której prezentowane są prace wybranych artystów. 
Są wśród nich prace zarówno artystów uznanych, jak i najmłodszych, debiutujących. Zgromadzone plakaty cechuje różnorodność tematyczna i warsztatowa. Plakaty zgłaszane do konkursu mogą pochodzić z dwóch kategorii: projekty autorskie, plakaty drukowane na zlecenie.